# レプティリア
 レプティリア（reptilia）は、アメリカ合衆国のインディー・ロックバンド、 ザ・ストロークスの楽曲。バンドの2ndアルバム「ルーム・オン・ファイア」からの2番目のシングルとしてリリースされ、アメリカのモダン・ロック・トラックス・チャートで最高19位を記録した。  さらにイギリスの全英シングルチャートでは最高17位を記録し、英国レコード産業協会からシルバー認定を受けた。  
なお、シングルのジャケットに描かれているムカデのエイリアンは、アーケードゲーム「センティピード」のパッケージに描かれているものと同一である。 
シングルのB面には、女性歌手であるレジーナ・スペクターとのデュエット曲「Modern Girls＆Old Fashion Men」が収録されているが、シングルをリリースする際に参加アーティストの名前が「ザ・ストロークス＆レジーナ・スペクター」と記載されていたことに対してバンドのリードボーカルであるジュリアン・カサブランカスが「『レジーナ・スペクター＆ザ・ストロークス』に変えろ」と強く抗議したことで、リリースは予定よりわずかに遅れている。 
2011年10月、同曲は音楽雑誌「NME」の「過去15年間のベスト・トラック150」にて、第129位に選ばれている。 
また、同曲はビデオゲーム「ギターヒーロー3 レジェンド オブ ロック  」、「ギターヒーロー ライブ 」、「 ロックバンド」にてプレイ曲として収録されている。 

## ミュージックビデオ
ザ・ストロークスのそれまでのミュージックビデオではロマン・コッポラが監督を務めていたが、今回のビデオではジェイク・スコットを監督に起用している。映像の特徴としては、演奏中のバンドメンバーの顔や手元のアップショットを多用しており、ビデオの最後でジュリアン・カサブランカスは口からカメラのレンズを吐き出す。 

## チャート
| チャート順位(2003年)                     | 最高順位 |
| ---------------------------------------- | -------- |
| ARIAチャート                             | 68位     |
| 全英シングルチャート                     | 17位     |
| 全米ビルボード・オルタナティヴ・ソングス | 19位     |